# Mohammad Rasulof

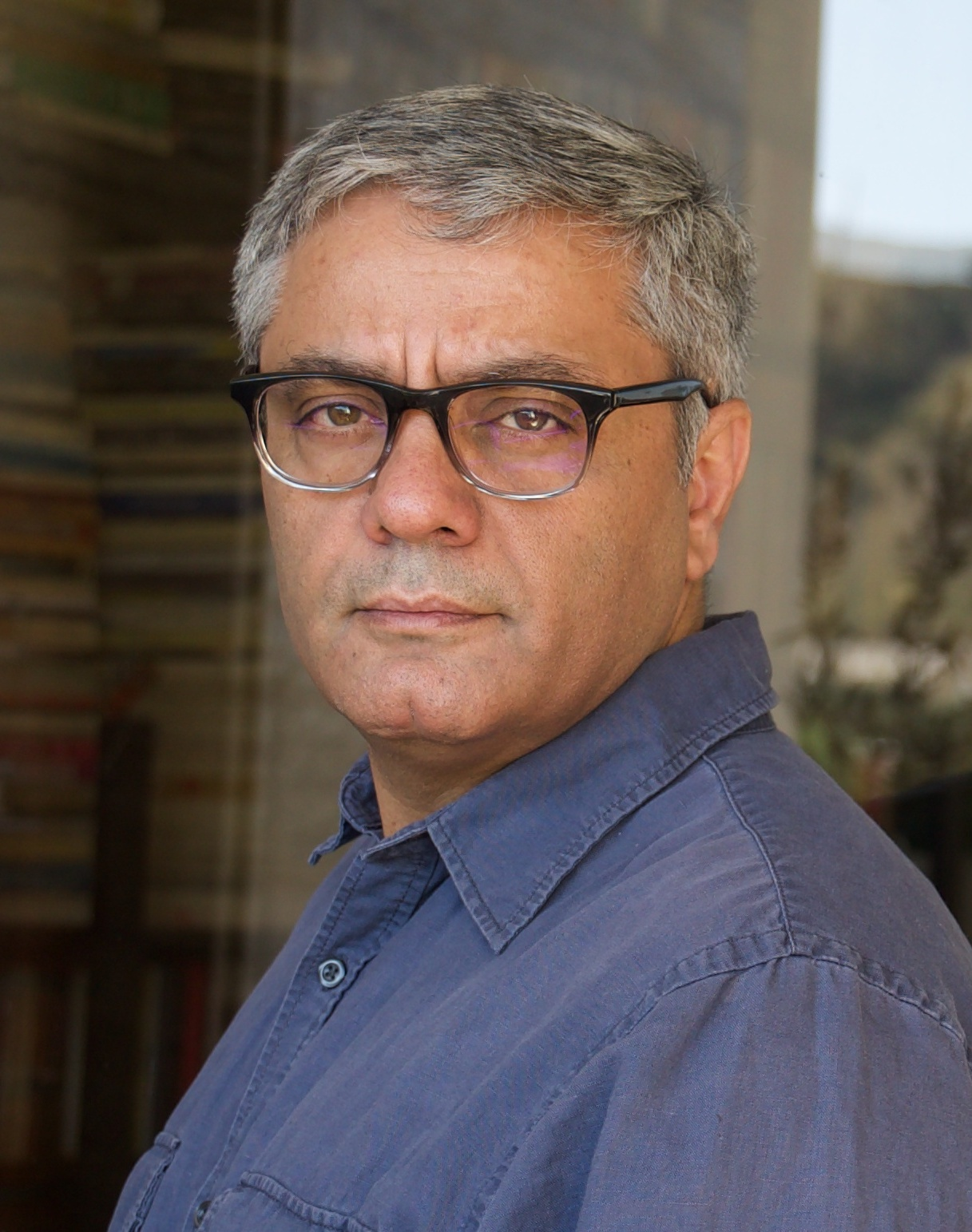
Mohammad Rasulof (2014)

Mohammad Rasulof (persisch محمد رسول‌اف Mohammad Rasulof, DMG Mohammad Rasūlof; * 16. November 1973 in Schiras) ist ein iranischer Filmemacher, Produzent und Künstler. Aufgrund der politischen Lage in der Islamischen Republik Iran war sein Wirken in hohem Maße eingeschränkt. Rasulof lebte in Teheran und in Hamburg. Im Juli 2022 wurde er in Iran festgenommen und im Mai 2024 zu acht Jahren Haft und Peitschenhieben verurteilt. Daraufhin floh er aus Iran.

## Leben und Werk
Rasulof studierte Soziologie und besuchte einen Workshop zu Filmschnitt am Sooreh Higher Education Institute in Teheran. In den 1990er Jahren begann er Kurzfilme zu drehen; sein erster Langfilm Gagooman wurde 2002 beim Festival in Teheran ausgezeichnet. Typisch für Rasulofs Filme ist der allegorische, mehrdeutige Verlauf. Sein wohl bekanntester Film ist Iron Island (2005), der eine ambivalente Exodusgeschichte sunnitischer Iraner erzählt, die sich aus ihrer Unterkunft, dem Wrack eines plötzlich sinkenden Öltankers, in die Wüste flüchten. Beim Filmfest Hamburg 2005 erhielt Rasulof für Iron Island den Preis der Hamburger Filmkritik. Rasulofs bislang einziger Dokumentarfilm ist Im Reich der Schüssel, der einen Einblick in die widersprüchliche mediale Situation in Iran gibt.
Mohammad Rasulof und Jafar Panahi unterstützten sich bei ihren Filmprojekten wiederholt gegenseitig. So besorgte bei Rasulofs Parabel The White Meadows (2009), die sich mit der Bedeutung von Traditionen im heutigen Iran auseinandersetzt, Panahi den Schnitt. Rasulof kam anschließend in Haft. Während gemeinsamer Dreharbeiten zu einem Film Panahis über die Proteste nach der iranischen Präsidentschaftswahl 2009 wurden beide im März 2010 verhaftet. Rafi Pitts machte sich mit Protesten für die Freilassung stark. Rasulof wurde in den westlichen Medien vielfach als Mitarbeiter Panahis bezeichnet; beide arbeiten jedoch eigenständig und unterstützen sich bei Projekten gegenseitig und oftmals gleichwertig. Im Dezember 2010 wurden beide zu einer sechsjährigen Haftstrafe verurteilt, die nicht vollzogen wurde, Rasulof wurde entgegen anderslautenden Meldungen jedoch nicht mit einem Berufsverbot belegt. Die beiden befanden sich mit Auflagen unter Hausarrest. Die Internationalen Filmfestspiele Berlin 2011 („Berlinale“) waren von der Verurteilung Rasulofs und Panahis überschattet.
Im Mai 2011 wurde es Rasulof überraschend gestattet, zu den Internationalen Filmfestspielen von Cannes zu reisen; sein Film Be omid-e didar (Auf Wiedersehen) war zuvor bereits gezeigt worden. Der Film handelt von einer jungen Iranerin, die auf ein Ausreisevisum wartet. Be omid-e didar gewann in Cannes den Regiepreis der Nebensektion Un Certain Regard. Sein Film Dastneweschteha nemissusand (Manuscripts Don’t Burn) bezieht sich auf die Kettenmorde in den 1990er Jahren, als Intellektuelle – Schriftsteller, Verleger und Journalisten – vom Geheimdienst umgebracht wurden. Der nach Frankreich geschmuggelte Film feierte 2013 ebenfalls in der Sektion Un Certain Regard in Cannes Premiere und wurde mit dem FIPRESCI-Preis ausgezeichnet. Für das Drama A Man of Integrity (Lerd) erhielt er 2017 schließlich den Hauptpreis der Sektion Un Certain Regard. 2017 wurde er in die Academy of Motion Picture Arts and Sciences (AMPAS) aufgenommen, die jährlich die Oscars vergibt.

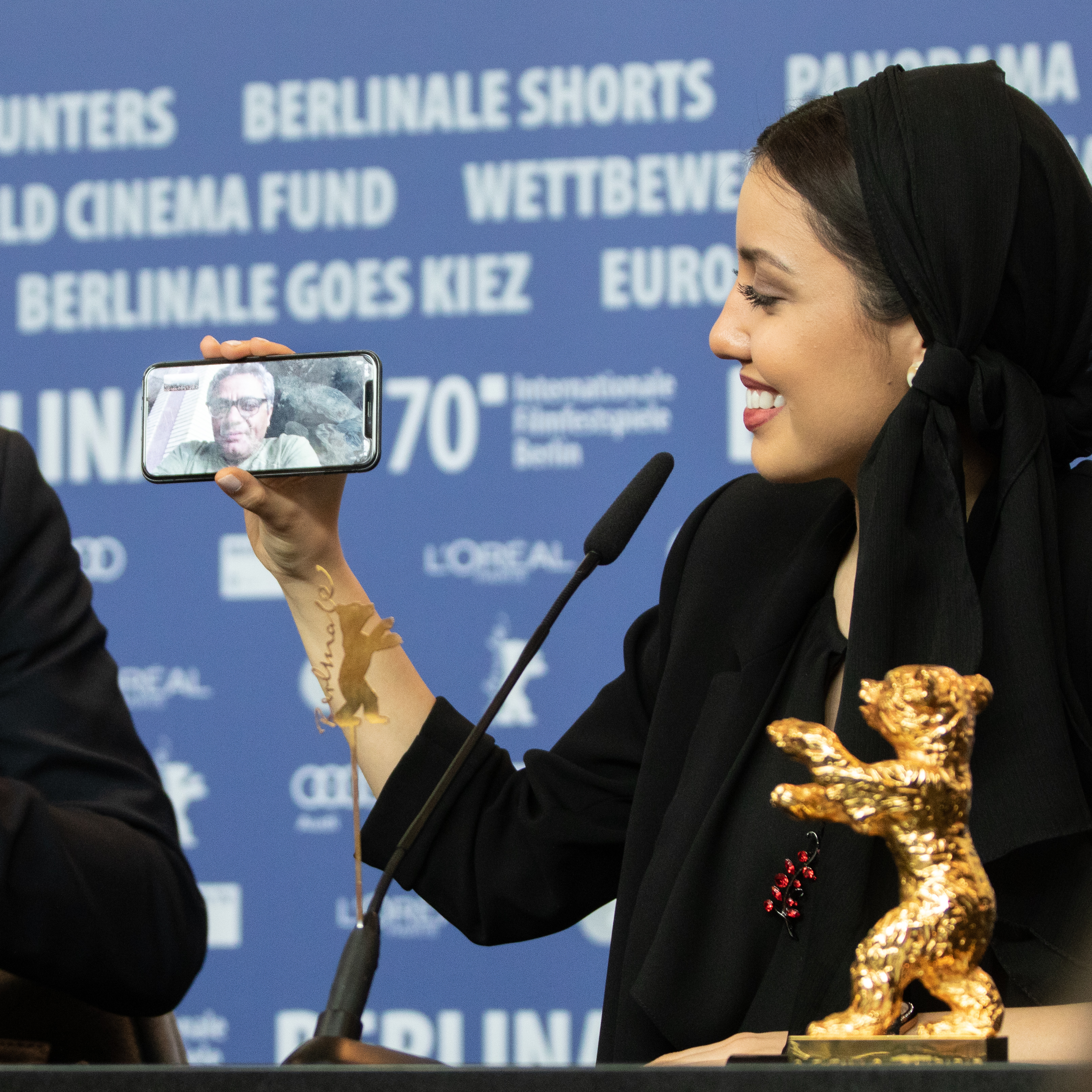
Baran Rasulof auf der Preisträger-Pressekonferenz der Berlinale 2020 mit dem Goldenen Bären. Rasulof selbst ist per Video zugeschaltet.

2020 erhielt Rasulof für seinen Spielfilm Doch das Böse gibt es nicht eine Einladung in den Wettbewerb der 70. Internationalen Filmfestspiele Berlin und gewann den Goldenen Bären. Den Preis konnte er nicht persönlich entgegennehmen, da er keine Reiseerlaubnis erhielt; an seiner Stelle nahm ihn seine Tochter Baran Rasulof entgegen. Wenige Tage nach der Preisverleihung wurde Rasulof in Iran zu einer Haftstrafe von einem Jahr verurteilt sowie mit einem zweijährigen Verbot, Filme zu machen, belegt, da er mit drei Filmen „Propaganda gegen das System“ betrieben habe. Im Jahr 2021 wurde er in die Wettbewerbsjury der 71. Berlinale berufen, durfte aber nicht nach Berlin ausreisen. Er nahm an den Vorstellungen und Jurysitzungen online teil.
In seinen Werken findet keine diffuse Regimekritik statt. Rasulofs Filme sprechen sich – sowohl brachial als auch poetisch – für die Freiheit der Ideen, Meinungen und der Kunst aus. Im Juli 2022 wurden Rasulof und sein Kollege Mostafa al-Ahmad verhaftet, nachdem sie zusammen mit über 70 Personen aus der iranischen Filmindustrie in einem öffentlichen Brief gegen Polizeigewalt protestiert hatten. Die iranischen Justizbehörden warfen ihm und seinem Kollegen deswegen eine Gefährdung der öffentlichen Ordnung und die Zusammenarbeit mit Regimegegnern vor.
Im Jahr 2024 wurde sein Werk Die Saat des heiligen Feigenbaums in den Hauptwettbewerb des 77. Filmfestivals von Cannes aufgenommen. Daraufhin luden die iranischen Behörden Mitglieder des Produktionsstabs und des Schauspielensembles zu Verhören vor und versuchten Druck auf diese auszuüben, um eine Premiere des Films im Ausland zu verhindern.
Im Mai 2024, kurz vor der Uraufführung von Die Saat des heiligen Feigenbaums in Cannes, soll Rasulof, nachdem er sich kritisch zu gesellschaftlichen Missständen in Iran geäußert hatte, in Teheran zu acht Jahren Haft verurteilt worden sein, von denen fünf Jahre vollstreckt werden können, sowie zu Peitschenhieben. Die strenge Strafe soll laut seinem Anwalt mit Verstößen gegen die nationale Sicherheit begründet worden sein. Zusätzlich soll eine Geldstrafe gegen Rasulof verhängt und die Beschlagnahme von Eigentum erwähnt worden sein. Wenig später teilte Rasulof mit, aus Iran geflohen zu sein. Schweren Herzens habe er sich für das Exil entschieden. Als Grund gab er eine erneute mögliche Strafe für seinen neuesten Film an. Zunächst hielt er sich daraufhin an einem nicht näher bezeichneten Ort in Europa auf; dann wurde berichtet, er sei in Deutschland.
Im August 2024 wurde Die Saat des heiligen Feigenbaums als deutscher Beitrag in der Kategorie Bester Internationaler Film der Oscarverleihung 2025 nominiert.
Im Jahr 2025 wurde Rasulof in die Wettbewerbsjury der 82. Filmfestspiele von Venedig berufen. Sein erstes Theaterstück Destination: Origin wurde im Sommer 2025 im Rahmen des Festivals Performing Exiles der Berliner Festspiele uraufgeführt.

## Filmografie
- 1991: Friday (Kurzfilm)
- 1993: The Pin (Kurzfilm)
- 1994: Seven Dreams (Kurzfilm)
- 1995: Ten Seconds More (Kurzfilm)
- 1997: The Glass House (Kurzfilm)
- 1999: Evening Party (Kurzfilm)
- 2002: Gagooman
- 2005: Iron Island (Dschasireh Ahani)
- 2008: Im Reich der Schlüssel (Baad-e-daboor) (Dokumentarfilm)
- 2009: Keshtzarha ye sepid / The White Meadows
- 2011: Bé omid é didar / Auf Wiedersehen
- 2013: Manuscripts Don’t Burn (Dastneveshteha Nemisoozand)
- 2017: A Man of Integrity (لِرد / Lerd)
- 2020: Doch das Böse gibt es nicht (Sheytan vojud nadarad)
- 2024: Die Saat des heiligen Feigenbaums (دانه‌ی انجیر معابد)
- 2024: Sieben Tage (Haft Rooz)

## Auszeichnungen
- 2003: Bester Erstlingsfilm des Internationalen Fajr-Filmfestivals für Gagooman
- 2005: Spezialpreis der Jury des Gijón International Film Festivals für Dschasireh Ahani
- 2005: Bester Film des International Film Festival of India für Dschasireh Ahani
- 2007: Bester Film und Drehbuchpreis des Avanca Film Festivals für Dschasireh Ahani
- 2009: „AsiaAfrica Special Jury Prize“ des Dubai International Film Festivals für Keshtzar haye sepid
- 2011: Regiepreis der Reihe Un Certain Regard der 64. Filmfestspiele von Cannes für Bé omid é didar
- 2013: FIPRESCI-Preis in der Reihe Un Certain Regard der 66. Filmfestspiele von Cannes für Manuscripts Don’t Burn
- 2017: Hauptpreis der Reihe Un Certain Regard der 70. Filmfestspiele von Cannes für A Man of Integrity
- 2020: Goldener Bär für den besten Film der 70. Internationalen Filmfestspiele Berlin (Berlinale) für Doch das Böse gibt es nicht
- 2025: BZ-Kulturpreis[28]